# Nicola Tuthill
Nicola Tuthill (* 22. Dezember 2003 in Kilbrittain) ist eine irische Leichtathletin, die sich auf den Hammerwurf spezialisiert hat.

## Sportliche Laufbahn
Erste Erfahrungen bei internationalen Meisterschaften sammelte Nicola Tuthill im Jahr 2021, als sie bei den U20-Europameisterschaften in Tallinn mit einer Weite von 54,78 m in der Qualifikationsrunde im Hammerwurf ausschied. Im Jahr darauf belegte sie bei den U20-Weltmeisterschaften in Cali mit 60,47 m den achten Platz. 2023 wurde sie bei der 3. Liga der Team-Europameisterschaft im Zuge der Europaspiele in Chorzów mit 67,85 m Zweite und anschließend belegte sie bei den U23-Europameisterschaften in Espoo mit 66,43 m den vierten Platz. Im Jahr darauf gelangte sie bei den Europameisterschaften in Rom mit 69,09 m auf Rang neun. Anschließend schied sie bei den Olympischen Sommerspielen in Paris mit 69,90 m in der Qualifikationsrunde aus. 2025 wurde sie bei der 2. Liga der Team-Europameisterschaft in Maribor mit 70,50 m Dritte hinter der Norwegerin Beatrice Nedberge Llano und Bianca Ghelber aus Rumänien. Anschließend gewann sie bei den U23-Europameisterschaften in Bergen mit 70,90 m die Silbermedaille hinter der Deutschen Aileen Kuhn. Kurz darauf gewann sie bei den World University Games in Bochum mit 69,98 m die Silbermedaille hinter der Chinesin Zhao Jie.
In den Jahren 2020 und von 2023 bis 2025 wurde Jacobs irische Meisterin im Hammerwurf.